# جون فاركوهار
جون فاركوهار (بالإنجليزية: John Farquhar)‏ هو لاعب كرة قدم أمريكية أمريكي، ولد في 22 مارس 1972 في ستانفورد في الولايات المتحدة.